# Uniejówka
Uniejówka – rzeka, prawy dopływ Pilicy o długości 13,71 km.
Źródło Uniejówki znajduje się w okolicach wsi Miechów-Charsznica w województwie małopolskim. Początkowo biegnie wśród pól, w kierunku północno-zachodnim. Pomiędzy wsiami Tczyca i Pogwizdów przyjmuje swój lewy dopływ, Jeżówkę. Dalej biegnie przez bezleśne tereny w kierunku północnym i na północ od wsi Żarnowiec wpada do Pilicy. Uniejówka wyznacza wschodnią granicę miejscowości Jelcza.